# CITES 부속서 I 보호종
멸종위기에 처한 야생동·식물의 국제거래에 관한 협약(CITES) 부속서 I에 따라 보호되는 식물 및 동물 종의 목록이다. 어떤 부속서에도 균계는 등재되어 있지 않다.
- CITES 부속서 II 보호종 목록
- CITES 부속서 III 보호종 목록

## 목록
- 과테말라전나무(학명: Abies guatemalensis)
- 안수에토나무악어장지뱀(학명: Abronia anzuetoi)
- 캠벨악어장지뱀(학명: Abronia campbelli)
- 학명: Abronia fimbriata
- 프로스트나무악어장지뱀(학명: Abronia frosti)
- 학명: Abronia meledona
- 황금볏과일박쥐(학명: Acerodon jubatus)
- 적갈색목코뿔새(학명: Aceros nipalensis)
- 오아후달팽이속 전체(학명: Achatinella spp.)
- 파필리오 치카에(학명: Achillides chikae chikae)
- 파필리오 치카에(학명: Achillides chikae hermeli)
- 치타(학명: Acinonyx jubatus) (사냥감 및 살아있는 표본에 대한 연간 수출 할당량은 다음과 같다. 보츠와나 5마리, 나미비아 150마리, 짐바브웨 50마리)[2]
- 단비철갑상어(학명: Acipenser brevirostrum)
- 유럽철갑상어(학명: Acipenser sturio)
- 마다가스카르왕뱀속 전체(학명: Acrantophis spp.)
- 아닥스(학명: Addax nasomaculatus)
- 마다가스카르풍란(학명: Aerangis ellisii)
- 산타크루스줄무늬용설란(학명: Agave parviflora)
- 대왕판다(학명: Ailuropoda melanoleuca)
- 레서판다(학명: Ailurus fulgens)
- 양쯔강악어(학명: Alligator sinensis)[3]
- 화본알로에(학명: Aloe albida)
- 학명: Aloe albiflora
- 학명: Aloe alfredii
- 학명: Aloe bakeri
- 학명: Aloe bellatula
- 학명: Aloe calcairophila
- 알로에 콤프레사(학명: Aloe compressa) (알로에 콤프레사 파우키투베르쿨라타, 알로에 콤프레사 루고스쿠아모사 및 알로에 콤프레사 스키스토필라 변종 포함)
- 학명: Aloe delphinensis
- 학명: Aloe descoingsii
- 학명: Aloe fragilis
- 알로에 하워시오이데스(학명: Aloe haworthioides) (알로에 하워시오이데스 아우란티아카 포함)
- 학명: Aloe helenae
- 알로에 라에타(학명: Aloe laeta) (알로에 라에타 마니아엔시스 포함)
- 학명: Aloe parallelifolia
- 학명: Aloe parvula
- 학명: Aloe pillansii
- 학명: Aloe polyphylla
- 학명: Aloe rauhii
- 학명: Aloe suzannae
- 학명: Aloe versicolor
- 학명: Aloe vossii
- 코이바섬고함원숭이(학명: Alouatta coibensis)
- 망토고함원숭이(학명: Alouatta palliata)
- 과테말라검은고함원숭이(학명: Alouatta pigra)
- 에티오피아두꺼비속 전체(학명: Altiphrynoides spp.)
- 붉은목아마존앵무(학명: Amazona arausiaca)
- 노란목덜미아마존앵무(학명: Amazona auropalliata)
- 노란어깨아마존앵무(학명: Amazona barbadensis)
- 붉은꼬리아마존앵무(학명: Amazona brasiliensis)
- 분홍머리아마존앵무(학명: Amazona finschi)
- 세인트빈센트아마존앵무(학명: Amazona guildingii)
- 도미니카아마존앵무(학명: Amazona imperialis)
- 쿠바아마존앵무(학명: Amazona leucocephala)
- 노란머리아마존앵무(학명: Amazona oratrix)
- 빨간안경아마존앵무(학명: Amazona pretrei)
- 빨간눈썹아마존앵무(학명: Amazona rhodocorytha)
- 투쿠만아마존앵무(학명: Amazona tucumana)
- 세인트루시아아마존앵무(학명: Amazona versicolor)
- 포도줏빛가슴아마존앵무(학명: Amazona vinacea)
- 붉은머리아마존앵무(학명: Amazona viridigenalis)
- 푸에르토리코아마존앵무(학명: Amazona vittata)
- 학명: Amietophrynus channingi
- 아프리카왕두꺼비(학명: Amietophrynus superciliaris)
- 오클랜드쇠오리(학명: Anas aucklandica)
- 갈색쇠오리(학명: Anas chlorotis)
- 레이산오리(학명: Anas laysanensis)
- 캠벨쇠오리(학명: Anas nesiotis)
- 장수도롱뇽속 전체(학명: Andrias spp.)
- 유리금강앵무속 전체(학명: Anodorhynchus spp.)
- 가지뿔영양(학명: Antilocapra americana) (멕시코 서식 개체만. 다른 개체군은 부속서에 포함되지 않는다.)
- 아프리카민발톱수달(학명: Aonyx capensis microdon) (카메룬 및 나이지리아 서식 개체만. 모든 다른 개체군은 부속서 II에 포함된다.)
- 쿠아트로시에네가스자라(학명: Apalone spinifera atra)
- 스페인흰죽지수리(학명: Aquila adalberti)
- 흰죽지수리(학명: Aquila heliaca)
- 큰군대금강앵무(학명: Ara ambiguus)
- 푸른목금강앵무(학명: Ara glaucogularis)
- 금강앵무(학명: Ara macao)[4][3]
- 초록금강앵무(학명: Ara militaris)
- 붉은이마금강앵무(학명: Ara rubrogenys)
- 칠레소나무(학명: Araucaria araucana)
- 과달루페물개(학명: Arctophoca townsendi)
- 인도느시(학명: Ardeotis nigriceps)
- 목단속 전체(학명: Ariocarpus spp.)
- 흰죽지원앙(학명: Asarcornis scutulata)
- 방사거북(학명: Astrochelys radiata)[3]
- 마다가스카르땅거북(학명: Astrochelys yniphora)
- 성게선인장(학명: Astrophytum asterias)
- 니카라과거미원숭이(학명: Ateles geoffroyi frontatus)
- 거미원숭이(학명: Ateles geoffroyi ornatus)
- 파나마황금개구리(학명: Atelopus zeteki)
- 시끄러운덤불새(학명: Atrichornis clamosus)
- 칼라미아사슴(학명: Axis calamianensis)
- 바웨안사슴(학명: Axis kuhlii)
- 돼지사슴(학명: Axis porcinus annamiticus)
- 화롱(학명: Aztekium ritteri)
- 바비루사(학명: Babyrousa babyrussa)
- 볼라바투바비루사(학명: Babyrousa bolabatuensis)
- 북술라웨시바비루사(학명: Babyrousa celebensis)
- 토기안바비루사(학명: Babyrousa togeanensis)
- 북극고래(학명: Balaena mysticetus)
- 밍크고래(학명: Balaenoptera acutorostrata) (기타 개체군 제외, 해당 개체군은 부속서 II에 포함된다.)
- 남극밍크고래(학명: Balaenoptera bonaerensis)
- 보리고래(학명: Balaenoptera borealis)
- 브라이드고래(학명: Balaenoptera edeni)
- 대왕고래(학명: Balaenoptera musculus)
- 오무라고래(학명: Balaenoptera omurai)
- 참고래(학명: Balaenoptera physalus)
- 발메아 스토르미아에(학명: Balmea stormiae)
- 바타구르 아피니스(학명: Batagur affinis)
- 바타구르 바스카(학명: Batagur baska)
- 큰부리고래속 전체(학명: Berardius spp.)
- 베통기아속 전체(학명: Bettongia spp.)
- 습지사슴(학명: Blastocerus dichotomus)
- 보아 콘스트릭토르 옥시덴탈리스(학명: Boa constrictor occidentalis)
- 볼리에리아 물토카리나타(학명: Bolyeria multocarinata)
- 인도들소(학명: Bos gaurus) (사육된 형태인 가얄은 제외된다.)
- 야생야크(학명: Bos mutus) (사육된 형태인 야크는 제외된다.)
- 회색들소(학명: Bos sauveli)
- 브라킬로푸스속 전체(학명: Brachylophus spp.)
- 북부사라키원숭이(학명: Brachyteles arachnoides)
- 남부사라키원숭이(학명: Brachyteles hypoxanthus)
- 알류샨 캐클링 기러기(학명: Branta canadensis leucopareia)
- 하와이기러기(학명: Branta sandvicensis)
- 브룩케시아 페라르마타(학명: Brookesia perarmata)
- 셀레베스들소(학명: Bubalus depressicornis)
- 타마러우(학명: Bubalus mindorensis)
- 산아노아(학명: Bubalus quarlesi)
- 흰목도리코뿔새(학명: Buceros bicornis)
- 카카자오속 전체(학명: Cacajao spp.)
- 고핀코카투(학명: Cacatua goffiniana)
- 필리핀코카투(학명: Cacatua haematuropygia)
- 연지꼬리앵무(학명: Cacatua moluccensis)
- 소황관앵무(학명: Cacatua sulphurea)
- 안경카이만(학명: Caiman crocodilus apaporiensis)
- 넓은코카이만(학명: Caiman latirostris) (아르헨티나 개체군 제외, 해당 개체군은 부속서 II에 포함된다.)
- 골디마모셋(학명: Callimico goeldii)
- 황갈색술마모셋(학명: Callithrix aurita)
- 황금머리사자타마린(학명: Callithrix flaviceps)
- 니코바비둘기(학명: Caloenas nicobarica)
- 야생쌍봉낙타(학명: Camelus ferus) (사육된 형태인 쌍봉낙타는 제외된다.)[5]
- 회색늑대(학명: Canis lupus) (부탄, 인도, 네팔 및 파키스탄 개체군만 해당. 다른 모든 개체군은 부속서 II에 포함된다. 사육된 형태인 개는 제외되며, 딩고인 딩고도 제외된다.)
- 피그미긴수염고래(학명: Caperea marginata)
- 마콜산양(학명: Capra falconeri)
- 중국산양(학명: Capricornis milneedwardsii)
- 붉은산양(학명: Capricornis rubidus)
- 수마트라산양(학명: Capricornis sumatraensis)
- 히말라야산양(학명: Capricornis thar)
- 히스피드토끼(학명: Caprolagus hispidus)
- 카라칼(학명: Caracal caracal) (아시아 개체군만 해당. 다른 모든 개체군은 부속서 II에 포함된다.)
- 붉은시스킨(학명: Carduelis cucullata)
- 라운드아일랜드보아뱀(학명: Casarea dussumieri)
- 차코페커리(학명: Catagonus wagneri)
- 아시아황금고양이(학명: Catopuma temminckii)
- 월리치꿩(학명: Catreus wallichii)
- 젠팅크두이커(학명: Cephalophus jentinki)
- 케라토자미아속 전체(학명: Ceratozamia spp.)
- 타나강망가베이(학명: Cercocebus galeritus)
- 다이애나원숭이(학명: Cercopithecus diana)
- 롤로웨이원숭이(학명: Cercopithecus roloway)
- 캐시미르사슴(학명: Cervus elaphus hanglu) – 이 이름으로 부속서 I에 등재되어 있지만, 현재는 C. hanglu hanglu로 분류된다.
- 쿠주선인장(학명: Chasmistes cujus)
- 난쟁이여우원숭이과 전체(학명: Cheirogaleidae spp.)
- 바다거북과 전체(학명: Cheloniidae spp.)
- 갈라파고스코끼리거북(학명: Chelonoidis niger)
- 친칠라(학명: Chinchilla spp.) (사육된 형태의 표본은 협약 조항의 적용을 받지 않는다.)
- 흰코카카자오(학명: Chiropotes albinasus)
- 치트라 치트라(학명: Chitra chitra)
- 치트라 반디키(학명: Chitra vandijki)
- 맥퀸느시(학명: Chlamydotis macqueenii)
- 후두티드느시(학명: Chlamydotis undulata)
- 아메리카악어(학명: Chondrohierax uncinatus wilsonii)
- 동양황새(학명: Ciconia boyciana)
- 크네마스피스 프시케델리카(학명: Cnemaspis psychedelica)
- 마리아나사슴(학명: Colinus virginianus ridgwayi)
- 콘라딜라 카엘라타(학명: Conradilla caelata)
- 코리판타 베르데르만니이(학명: Coryphantha werdermannii)
- 반점코팅가(학명: Cotinga maculata)
- 붉은배크락스(학명: Crax blumenbachii)
- 아메리카악어(학명: Crocodylus acutus) (코르도바주 (콜롬비아)의 맹그로브 통합 관리 구역과 쿠바 개체군을 제외하며, 해당 개체군은 부속서 II에 포함된다.)
- 아프리카가비알(학명: Crocodylus cataphractus) – 현재 Mecistops 속으로 재분류되었으며 두 종으로 나뉘지만, C. cataphractus로 부속서 I에 남아 있다.
- 오리노코악어(학명: Crocodylus intermedius)
- 필리핀악어(학명: Crocodylus mindorensis)
- 멕시코악어(학명: Crocodylus moreletii) (벨리즈 개체군 제외, 해당 개체군은 상업적 목적의 야생 표본에 대한 수출 쿼터가 0이며 부속서 II에 포함된다. 멕시코 개체군도 부속서 II에 포함된다.)
- 나일악어(학명: Crocodylus niloticus) (보츠와나, 이집트 (상업적 목적의 야생 표본에 대한 수출 쿼터가 0), 에티오피아, 케냐, 마다가스카르, 말라위, 모잠비크, 나미비아, 남아프리카 공화국, 우간다, 탄자니아 (사냥 트로피를 포함하여 최대 1,600마리의 야생 표본에 대한 연간 수출 쿼터와 양식 표본 추가), 잠비아, 짐바브웨 개체군을 제외하며, 해당 개체군은 부속서 II에 포함된다.)
- 늪악어(학명: Crocodylus palustris)
- 바다악어(학명: Crocodylus porosus) (오스트레일리아, 인도네시아, 말레이시아 (사라왁주에서만 야생 채취가 허용되며 다른 말레이시아 주(사바주 및 반도 말레이시아)에서는 야생 표본에 대한 쿼터가 0이며, 당사자 승인 없이는 0 쿼터 변경 불가), 파푸아뉴기니 개체군 제외, 해당 개체군은 부속서 II에 포함된다.)
- 쿠바악어(학명: Crocodylus rhombifer)
- 시암악어(학명: Crocodylus siamensis)
- 흰색귀꿩(학명: Crossoptilon crossoptilon)
- 갈색귀꿩(학명: Crossoptilon mantchuricum)
- 스픽스앵무(학명: Cyanopsitta spixii)
- 뉴칼레도니아카카리키(학명: Cyanoramphus cookii)
- 채텀큰카카리키(학명: Cyanoramphus forbesi)
- 뉴질랜드카카리키(학명: Cyanoramphus novaezelandiae)
- 뉴칼레도니아카카리키(학명: Cyanoramphus saisseti)
- 사이카스 베도메이(학명: Cycas beddomei)
- 코센 두눈앵무(학명: Cyclopsitta diophthalma coxeni)
- 바위이구아나 전체(학명: Cyclura spp.)
- 멕시코프레리도그(학명: Cynomys mexicanus)
- 브라질흑황단(학명: Dalbergia nigra)
- 메소포타미아다마사슴(학명: Dama dama mesopotamica)
- 노란배덤불새(학명: Dasyornis broadbenti litoralis)
- 서부덤불새(학명: Dasyornis longirostris)
- 아이아이(학명: Daubentonia madagascariensis)
- 덴드로비움 크루엔툼(학명: Dendrobium cruentum)
- 장수거북(학명: Dermochelys coriacea)
- 원반선인장속 전체(학명: Discocactus spp.)
- 드롬드롬 무스셀(학명: Dromus dromas)
- 리처드슨 검은딱따구리(학명: Dryocopus javensis richardsi)
- 민도로 제비갈매기(학명: Ducula mindorensis)
- 듀공(학명: Dugong dugon)
- 디프시스 데시피엔스(학명: Dypsis decipiens)
- 에키노케레우스 페레이리아누스 린제이(학명: Echinocereus ferreirianus ssp. lindsayi)
- 에키노케레우스 슈몰리이(학명: Echinocereus schmollii)
- 아시아코끼리(학명: Elephas maximus)
- 엔케팔라르토스속 전체(학명: Encephalartos spp.)
- 해달(학명: Enhydra lutris nereis)
- 붉은청색앵무(학명: Eos histrio)
- 푸에르토리코보아뱀(학명: Epicrates inornatus)
- 모나섬보아뱀(학명: Epicrates monensis)
- 자메이카보아뱀(학명: Epicrates subflavus)
- 에피오블라스마 쿠르티시이(학명: Epioblasma curtisi)
- 에피오블라스마 플로렌티나(학명: Epioblasma florentina)
- 에피오블라스마 샘프소니이(학명: Epioblasma sampsonii)
- 에피오블라스마 술카타 페로블리쿠아(학명: Epioblasma sulcata perobliqua)
- 에피오블라스마 토룰로사 구베르나쿨룸(학명: Epioblasma torulosa gubernaculum)
- 에피오블라스마 토룰로사 토룰로사(학명: Epioblasma torulosa torulosa)
- 에피오블라스마 투르지둘라(학명: Epioblasma turgidula)
- 에피오블라스마 워커리(학명: Epioblasma walkeri)
- 아프리카야생당나귀(학명: Equus africanus) (사육된 형태인 당나귀는 제외된다.)
- 그레비얼룩말(학명: Equus grevyi)
- 몽골야생당나귀(학명: Equus hemionus hemionus)
- 인도야생당나귀(학명: Equus hemionus khur)
- 프르제발스키말(학명: Equus przewalskii)
- 회색고래(학명: Eschrichtius robustus)
- 에스코바리아 미니마(학명: Escobaria minima)
- 에스코바리아 스니디이(학명: Escobaria sneedii)
- 긴수염고래 전체(학명: Eubalaena spp.)
- 유님피쿠스 코르누투스(학명: Eunymphicus cornutus)
- 유포르비아 암보봄벤시스(학명: Euphorbia ambovombensis)
- 유포르비아 캡생트마리엔시스(학명: Euphorbia cap-saintemariensis)
- 유포르비아 크레메르시이(학명: Euphorbia cremersii) (유포르비아 크레메르시이 포르마 비리디폴리아 및 유포르비아 크레메르시이 라코토자피이 변종 포함)
- 유포르비아 실린드리폴리아(학명: Euphorbia cylindrifolia) (유포르비아 실린드리폴리아 투베리페라 포함)
- 유포르비아 데카리이(학명: Euphorbia decaryi) (유포르비아 데카리이 암파니히엔시스, 유포르비아 데카리이 로빈소니이 및 유포르비아 데카리이 스피로스티카 변종 포함)
- 유포르비아 프랑코이시이(학명: Euphorbia francoisii)
- 유포르비아 모라티이(학명: Euphorbia moratii) (유포르비아 모라티이 안팅기엔시스, 유포르비아 모라티이 베마라헨시스 및 유포르비아 모라티이 멀티플로라 변종 포함)
- 유포르비아 파르비시아토포라(학명: Euphorbia parvicyathophora)
- 유포르비아 쿼르치티콜라(학명: Euphorbia quartziticola)
- 유포르비아 툴레아렌시스(학명: Euphorbia tulearensis)
- 세이셸 황조롱이(학명: Falco araeus)
- 라가르매(학명: Falco jugger)
- 모리셔스 황조롱이(학명: Falco newtoni) (세이셸 개체군만 해당)
- 바바리매(학명: Falco pelegrinoides) – 부속서 I에 등재되어 있지만, 현재는 F. peregrinus pelegrinoides로 분류된다.
- 매(학명: Falco peregrinus)
- 모리셔스 황조롱이(학명: Falco punctatus)
- 흰매(학명: Falco rusticolus)
- 검은발고양이(학명: Felis nigripes)
- 피츠로야 쿠프레소이데스(학명: Fitzroya cupressoides)
- 푸퀴에리아 파시쿨라타(학명: Fouquieria fasciculata)
- 푸퀴에리아 푸르푸시이(학명: Fouquieria purpusii)
- 앤드루스군함조(학명: Fregata andrewsi)
- 푸스코나이아 쿤에올루스(학명: Fusconaia cuneolus)
- 푸스코나이아 에드가리아나(학명: Fusconaia edgariana)
- 로섬 철새(학명: Gallirallus sylvestris)
- 갈로티아 시모니이(학명: Gallotia simonyi)
- 가비알(학명: Gavialis gangeticus)
- 퀴비에가젤(학명: Gazella cuvieri)
- 림가젤(학명: Gazella leptoceros)
- 미얀마별거북(학명: Geochelone platynota)
- 검은점거북(학명: Geoclemys hamiltonii)
- 대머리솔새(학명: Geronticus eremita)
- 도른니 벌새(학명: Glaucis dohrnii)
- 뮤렌베르그 습지거북(학명: Glyptemys muhlenbergii)
- 노란무늬땅거북(학명: Gopherus flavomarginatus)
- 동부고릴라(학명: Gorilla beringei)
- 서부고릴라(학명: Gorilla gorilla)
- 미국흰두루미(학명: Grus americana)
- 캐나다두루미(학명: Grus canadensis nesiotes) – 이 이름으로 부속서 I에 남아 있지만, 현재는 Antigone canadensis nesiotes로 분류된다.
- 캐나다두루미(학명: Grus canadensis pulla) – 이 이름으로 부속서 I에 남아 있지만, 현재는 Antigone canadensis pulla로 분류된다.
- 두루미(학명: Grus japonensis)
- 시베리아흰두루미(학명: Grus leucogeranus) – 이 이름으로 부속서 I에 남아 있지만, 현재는 Leucogeranus leucogeranus로 분류된다.
- 흑두루미(학명: Grus monacha)
- 검은목두루미(학명: Grus nigricollis)
- 재두루미(학명: Grus vipio) – 이 이름으로 부속서 I에 남아 있지만, 현재는 Antigone vipio로 분류된다.
- 황금코카투(학명: Guarouba guarouba)
- 캘리포니아콘도르(학명: Gymnogyps californianus)
- 흰꼬리수리(학명: Haliaeetus albicilla)
- 부채머리수리(학명: Harpia harpyja)
- 태양곰(학명: Helarctos malayanus)
- 독사도마뱀(학명: Heloderma horridum charlesbogerti) – 이 이름으로 부속서 I에 남아 있지만, 현재는 H. charlesbogerti로 분류된다.
- 숲올빼미(학명: Heteroglaux blewitti)
- 안데스사슴속 전체(학명: Hippocamelus spp.)
- 검은큰영양(학명: Hippotragus niger variani)
- 벵골 호랑이(학명: Houbaropsis bengalensis)
- 긴팔원숭이 전체(학명: Hylobatidae spp.)
- 부리고래속 전체(학명: Hyperoodon spp.)
- 황금두꺼비(학명: Incilius periglenes)
- 인드리과 전체(학명: Indriidae spp.)
- 황새(학명: Jabiru mycteria)
- 라엘리아 욘게아나(학명: Laelia jongheana)
- 라엘리아 로바타(학명: Laelia lobata)
- 말토끼(학명: Lagorchestes hirsutus)
- 띠띠원숭이(학명: Lagostrophus fasciatus)
- 램프실리스 히긴시이(학명: Lampsilis higginsii)
- 램프실리스 오르비쿨라타 오르비쿨라타(학명: Lampsilis orbiculata orbiculata)
- 램프실리스 사투르(학명: Lampsilis satur)
- 램프실리스 비레스센스(학명: Lampsilis virescens)
- 갈매기(학명: Larus relictus)
- 케프트 털코웜뱃(학명: Lasiorhinus krefftii)
- 실러캔스속 전체(학명: Latimeria spp.)
- 여우원숭이과 전체(학명: Lemuridae spp.)
- 황금사자타마린(학명: Leontopithecus spp.)
- 조프루아고양이(학명: Leopardus geoffroyi)
- 안데스산고양이(학명: Leopardus jacobitus) – 이 이름으로 부속서 I에 남아 있지만, 현재는 L. jacobita로 분류된다.
- 오셀롯(학명: Leopardus pardalis)
- 호랑고양이(학명: Leopardus tigrinus)
- 마게이(학명: Leopardus wiedii)
- 알락꼬리여우원숭이과 전체(학명: Lepilemuridae spp.)
- 하우스마우스(학명: Leporillus conditor)
- 발리찌르레기(학명: Leucopsar rothschildi)
- 양쯔강돌고래(학명: Lipotes vexillifer)
- 칠레수달(학명: Lontra felina)
- 긴꼬리수달(학명: Lontra longicaudis)
- 남부강수달(학명: Lontra provocax)
- 네팔꿩(학명: Lophophorus impejanus)
- 중국모래꿩(학명: Lophophorus lhuysii)
- 스클라테르 모날(학명: Lophophorus sclateri)
- 에드워즈꿩(학명: Lophura edwardsi)
- 스윈호꿩(학명: Lophura swinhoii)
- 아프리카코끼리속 전체(학명: Loxodonta africana) (보츠와나, 나미비아, 남아프리카 공화국, 짐바브웨 개체군을 제외하며, 해당 개체군은 부속서 II에 포함된다.) – L. africana는 이제 아프리카코끼리만을 가리키며, 둥근귀코끼리는 L. africana의 일부로 부속서 I에 남아 있지만, 현재는 L. cyclotis로 분류된다.
- 수달(학명: Lutra lutra)
- 일본수달(학명: Lutra nippon)
- 청록색난쟁이도마뱀붙이(학명: Lygodactylus williamsi)
- 이베리아스라소니(학명: Lynx pardinus)
- 사자꼬리마카크(학명: Macaca silenus)
- 바바리마카크(학명: Macaca sylvanus)
- 말레오(학명: Macrocephalon maleo)
- 큰빌비(학명: Macrotis lagotis)
- 맘밀라리아 펙티니페라(학명: Mammillaria pectinifera) (맘밀라리아 펙티니페라 솔리시오이데스 포함)
- 맨드릴(학명: Mandrillus leucophaeus)
- 맨드릴(학명: Mandrillus sphinx)
- 인도천산갑(학명: Manis crassicaudata)
- 필리핀천산갑(학명: Manis culionensis)
- 왕천산갑(학명: Manis gigantea)
- 자바천산갑(학명: Manis javanica)
- 중국천산갑(학명: Manis pentadactyla)
- 땅천산갑(학명: Manis temminckii)
- 긴꼬리천산갑(학명: Manis tetradactyla)
- 나무천산갑(학명: Manis tricuspis)
- 혹등고래(학명: Megaptera novaeangliae)
- 세갈퀴산거북(학명: Melanochelys tricarinata)
- 검은카이만(학명: Melanosuchus niger) (브라질 개체군 제외, 해당 개체군은 부속서 II에 포함된다. 에콰도르 개체군도 부속서 II에 포함되며, CITES 사무국 및 IUCN/SSC 악어 전문가 그룹의 승인을 받은 연간 수출 쿼터가 승인될 때까지 연간 수출 쿼터가 0이다.)
- 멜로카크투스 코노이데우스(학명: Melocactus conoideus)
- 멜로카크투스 데이나칸투스(학명: Melocactus deinacanthus)
- 멜로카크투스 글라우케센스(학명: Melocactus glaucescens)
- 멜로카크투스 파우키스피누스(학명: Melocactus paucispinus)
- 늘보곰(학명: Melursus ursinus)
- 미크로키카스 칼로코마(학명: Microcycas calocoma)
- 미미주쿠 거니이(학명: Mimizuku gurneyi)
- 알라고아스크락스(학명: Mitu mitu)
- 몽크물범속 전체(학명: Monachus spp.)
- 미얀마 눈거북(학명: Morenia ocellata)
- 사향노루속 전체(학명: Moschus spp.) (아프가니스탄, 부탄, 인도, 미얀마, 네팔 및 파키스탄 개체군만 해당. 다른 모든 개체군은 부속서 II에 포함된다.)
- 블랙문티악(학명: Muntiacus crinifrons)
- 자이언트문티악(학명: Muntiacus vuquangensis)
- 검은발족제비(학명: Mustela nigripes)
- 회색황새(학명: Mycteria cinerea)
- 레드고랄(학명: Naemorhedus baileyi)
- 긴꼬리영양(학명: Naemorhedus caudatus)
- 고랄(학명: Naemorhedus goral)
- 중국고랄(학명: Naemorhedus griseus)
- 다마가젤(학명: Nanger dama)
- 코주부원숭이(학명: Nasalis larvatus)
- 넥토프리노이데스속 전체(학명: Nectophrynoides spp.)
- 구름표범(학명: Neofelis nebulosa)
- 오렌지배풀앵무(학명: Neophema chrysogaster)
- 상괭이(학명: Neophocaena asiaeorientalis)
- 인도태평양 상괭이(학명: Neophocaena phocaenoides)
- 네펜테스 카시아나(학명: Nepenthes khasiana)
- 네펜테스 라자(학명: Nepenthes rajah)
- 네우레르구스 카이세리(학명: Neurergus kaiseri)
- 갠지스자라(학명: Nilssonia gangetica)
- 검은자라(학명: Nilssonia hurum)
- 버마자라(학명: Nilssonia nigricans)
- 님바프리노이데스속 전체(학명: Nimbaphrynoides spp.)
- 크리스마스섬올빼미(학명: Ninox natalis)
- 따오기(학명: Nipponia nippon)
- 북부긴부리도요(학명: Numenius borealis)
- 가는부리도요(학명: Numenius tenuirostris)
- 늘보로리스속 전체(학명: Nycticebus spp.)
- 오브레고니아 데네그리이(학명: Obregonia denegrii)
- 노란귀금강앵무(학명: Ognorhynchus icterotis)
- 굴캥거루쥐(학명: Onychogalea fraenata)
- 이라와디돌고래(학명: Orcaella brevirostris)
- 오스트레일리아혹등돌고래(학명: Orcaella heinsohni)
- 노란꼬리우우아키(학명: Oreonax flavicauda)
- 털북숭이메추라기(학명: Oreophasis derbianus)
- 알렉산드라왕비부전나비(학명: Ornithoptera alexandrae)
- 긴칼뿔오릭스(학명: Oryx dammah)
- 아라비아오릭스(학명: Oryx leucoryx)
- 아프리카난쟁이악어(학명: Osteolaemus tetraspis)
- 아르갈리(학명: Ovis ammon hodgsonii)
- 아르갈리(학명: Ovis ammon nigrimontana)
- 무플런(학명: Ovis aries ophion)
- 우리아알고리(학명: Ovis aries vignei)
- 아르헨티나노루(학명: Ozotoceros bezoarticus)
- 파키케레우스 밀리타리스(학명: Pachycereus militaris)
- 파키포디움 암봉겐세(학명: Pachypodium ambongense)
- 파키포디움 바로니이(학명: Pachypodium baronii)
- 파키포디움 데카리이(학명: Pachypodium decaryi)
- 자이언트메기(학명: Pangasianodon gigas)
- 인도천산갑(학명: Pangshura tecta)
- 침팬지속 전체(학명: Pan spp.)
- 아시아사자(학명: Panthera leo persica) – 이 이름으로 부속서 I에 등재되어 있지만, 대부분의 당국에서는 아프리카사자의 별개 개체군으로 분류된다.
- 재규어(학명: Panthera onca)
- 표범(학명: Panthera pardus)
- 호랑이(학명: Panthera tigris)
- 티베트산양(학명: Pantholops hodgsonii)
- 애보트부비(학명: Papasula abbotti)
- 파피오페딜룸속 전체(학명: Paphiopedilum spp.)
- 파필리오 치카에(학명: Papilio chikae)
- 호메루스제비나비(학명: Papilio homerus)
- 마블삵(학명: Pardofelis marmorata)
- 페디오카크투스 브래디이(학명: Pediocactus bradyi)
- 페디오카크투스 놀토니이(학명: Pediocactus knowltonii)
- 페디오카크투스 파라디네이(학명: Pediocactus paradinei)
- 페디오카크투스 피블레시아누스(학명: Pediocactus peeblesianus)
- 페디오카크투스 실러리(학명: Pediocactus sileri)
- 달마티아펠리칸(학명: Pelecanus crispus)
- 펠레키포라속 전체(학명: Pelecyphora spp.)
- 흰날개메추리(학명: Penelope albipennis)
- 서부반디쿠트(학명: Perameles bougainville)
- 성모마리아난(학명: Peristeria elata)
- 서부땅앵무(학명: Pezoporus occidentalis)
- 동부땅앵무(학명: Pezoporus wallicus)
- 장식꼬리콰찰(학명: Pharomachrus mocinno)
- 바키타(학명: Phocoena sinus)
- 짧은꼬리신천옹(학명: Phoebastria albatrus)
- 프라그미페디움속 전체(학명: Phragmipedium spp.)
- 향유고래(학명: Physeter macrocephalus)
- 흰목까마귀(학명: Picathartes gymnocephalus)
- 회색목까마귀(학명: Picathartes oreas)
- 필게로덴드론 우비페룸(학명: Pilgerodendron uviferum)
- 잔지바르붉은콜로부스(학명: Piliocolobus kirkii)
- 테티스붉은콜로부스(학명: Piliocolobus rufomitratus)
- 붉은모자앵무(학명: Pionopsitta pileata)
- 흰면크락스(학명: Pipile jacutinga)
- 피피레 피피레(학명: Pipile pipile)
- 필리핀독수리(학명: Pithecophaga jefferyi)
- 거니팔색조(학명: Pitta gurneyi)
- 코치팔색조(학명: Pitta kochi)
- 강돌고래속 전체(학명: Platanista spp.)
- 큰머리거북과 전체(학명: Platysternidae spp.)
- 플레토바수스 시카트리코수스(학명: Plethobasus cicatricosus)
- 플레토바수스 쿠페리아누스(학명: Plethobasus cooperianus)
- 플레우로베마 플레눔(학명: Pleurobema plenum)
- 자이언트족제비(학명: Podilymbus gigas)
- 포도카르푸스 파를라토레이(학명: Podocarpus parlatorei)
- 폴리미타속 전체(학명: Polymita spp.)
- 팔라완공작꿩(학명: Polyplectron napoleonis)
- 수마트라오랑우탄(학명: Pongo abelii)
- 보르네오오랑우탄(학명: Pongo pygmaeus)
  - 2017년 인도네시아의 고립된 오랑우탄 개체군은 별도의 종인 타파눌리오랑우탄으로 확인되었다. 이 종은 P. abelii 또는 P. pygmaeus의 일부로 부속서 I에 보호되는 것으로 추정된다.
- 포타밀루스 카팍스(학명: Potamilus capax)
- 멘타와이잎원숭이(학명: Presbytis potenziani)
- 파란머리금강앵무(학명: Primolius couloni)
- 파란날개금강앵무(학명: Primolius maracana)
- 자이언트아르마딜로(학명: Priodontes maximus)
- 삵(학명: Prionailurus bengalensis bengalensis) (방글라데시, 인도, 태국 개체군만 해당. 다른 모든 개체군은 부속서 II에 포함된다.)
- 납작머리삵(학명: Prionailurus planiceps)
- 붉은점박이삵(학명: Prionailurus rubiginosus) (인도 개체군만 해당. 다른 모든 개체군은 부속서 II에 포함된다.)
- 점박이시벳(학명: Prionodon pardicolor)
- 톱상어과 전체(학명: Pristidae spp.)
- 점박이메기(학명: Probarbus jullieni)
- 야자앵무(학명: Probosciger aterrimus)
- 지오메트리카 모래거북(학명: Psammobates geometricus)
- 노랑얼굴앵무(학명: Psephotus chrysopterygius)
- 후드티드앵무(학명: Psephotus dissimilis)
- 천국앵무(학명: Psephotus pulcherrimus)
- 서부늪거북(학명: Pseudemydura umbrina)
- 시린타레 제비(학명: Pseudochelidon sirintarae)
- 필드쥐(학명: Pseudomys fieldi praeconis)
- 사올라(학명: Pseudoryx nghetinhensis)
- 모리셔스앵무(학명: Psittacula echo)
- 회색앵무(학명: Psittacus erithacus)
- 다윈레아(학명: Pterocnemia pennata) (다윈레아는 부속서 II에 포함된다.)
- 왕수달(학명: Pteronura brasiliensis)
- 추크날여우박쥐(학명: Pteropus insularis)
- 류큐날여우박쥐(학명: Pteropus loochoensis)
- 마리아나날여우박쥐(학명: Pteropus mariannus)
- 몰루시안날여우박쥐(학명: Pteropus molossinus)
- 팔라우날여우박쥐(학명: Pteropus pelewensis)
- 큰머리날여우박쥐(학명: Pteropus pilosus)
- 사모아날여우박쥐(학명: Pteropus samoensis)
- 토가날여우박쥐(학명: Pteropus tonganus)
- 우알라누스 날여우박쥐(학명: Pteropus ualanus)
- 야프날여우박쥐(학명: Pteropus yapensis)
- 남방푸두(학명: Pudu puda)
- 코스타리카쿠거(학명: Puma concolor costaricensis)
- 재규어런디(학명: Puma yagouaroundi) (중앙아메리카 및 북아메리카 개체군만 해당. 다른 모든 개체군은 부속서 II에 포함된다.)
- 루파코(학명: Pygathrix spp.)
- 푸른가슴꼬리앵무(학명: Pyrrhura cruentata)
- 인도비단구렁이(학명: Python molurus molurus)
- 거미거북(학명: Pyxis arachnoides)
- 납작꼬리거북(학명: Pyxis planicauda)
- 콰둘라 인터메디아(학명: Quadrula intermedia)
- 콰둘라 스파르사(학명: Quadrula sparsa)
- 레난테라 임슈티아나(학명: Renanthera imschootiana)
- 베트남공작꿩(학명: Rheinardia ocellata)
- 코뿔소 전체(학명: Rhinocerotidae spp.) (부속서 II에 포함된 아종은 제외된다.)
- 들창코원숭이속 전체(학명: Rhinopithecus spp.)
- 투구코뿔새(학명: Rhinoplax vigil)
- 분홍머리도롱뇽(학명: Rhodonessa caryophyllacea)
- 앵무새속 전체(학명: Rhynchopsitta spp.)
- 카구(학명: Rhynochetos jubatus)
- 수마트라코뿔새(학명: Rhyticeros subruficollis)
- 멕시코토끼(학명: Romerolagus diazi)
- 바라싱가(학명: Rucervus duvaucelii)
- 엘드사슴(학명: Rucervus eldii)
- 검은얼굴타마린(학명: Saguinus bicolor)
- 제프루이타마린(학명: Saguinus geoffroyi)
- 흰색발타마린(학명: Saguinus leucopus)
- 마르틴스 타마린(학명: Saguinus martinsi)
- 목화머리타마린(학명: Saguinus oedipus)
- 붉은등다람쥐원숭이(학명: Saimiri oerstedii)
- 마다가스카르보아뱀(학명: Sanzinia madagascariensis)
- 사라세니아 오레오필라(학명: Sarracenia oreophila)
- 사라세니아 루브라 알라바멘시스(학명: Sarracenia rubra ssp. alabamensis)
- 사라세니아 루브라 조네시이(학명: Sarracenia rubra ssp. jonesii)
- 이스라엘 사막도마뱀(학명: Sauromalus varius)
- 코스투스(학명: Saussurea costus)
- 스클레로카크투스 블레이네이(학명: Sclerocactus blainei)
- 스클레로카크투스 브레비하마투스 토부시이(학명: Sclerocactus brevihamatus ssp. tobuschii)
- 스클레로카크투스 브레비스피누스(학명: Sclerocactus brevispinus)
- 스클레로카크투스 클로베라에(학명: Sclerocactus cloverae)
- 스클레로카크투스 에렉토켄트루스(학명: Sclerocactus erectocentrus)
- 스클레로카크투스 글라우쿠스(학명: Sclerocactus glaucus)
- 스클레로카크투스 마리포센시스(학명: Sclerocactus mariposensis)
- 스클레로카크투스 메사에베르다에(학명: Sclerocactus mesae-verdae)
- 스클레로카크투스 니엔시스(학명: Sclerocactus nyensis)
- 스클레로카크투스 파피라칸투스(학명: Sclerocactus papyracanthus)
- 스클레로카크투스 푸비스피누스(학명: Sclerocactus pubispinus)
- 스클레로카크투스 실러리(학명: Sclerocactus sileri)
- 스클레로카크투스 웨틀란디쿠스(학명: Sclerocactus wetlandicus)
- 스클레로카크투스 라이티아에(학명: Sclerocactus wrightiae)
- 아시아아로와나(학명: Scleropages formosus)
- 스클레로파게스 인스크립투스(학명: Scleropages inscriptus)
- 아작스 랑구르(학명: Semnopithecus ajax)
- 두수미에리 랑구르(학명: Semnopithecus dussumieri)
- 영장류(학명: Semnopithecus entellus)
- 헥토르 랑구르(학명: Semnopithecus hector)
- 검은발랑구르(학명: Semnopithecus hypoleucos)
- 사제 랑구르(학명: Semnopithecus priam)
- 히말라야 회색 랑구르(학명: Semnopithecus schistaceus)
- 악어도마뱀붙이(학명: Shinisaurus crocodilurus)
- 돼지꼬리랑구르(학명: Simias concolor)
- 긴꼬리두나트(학명: Sminthopsis longicaudata)
- 모래두나트(학명: Sminthopsis psammophila)
- 정글참돌고래속 전체(학명: Sotalia spp.)
- 혹등돌고래 전체(학명: Sousa spp.)
- 덤불개(학명: Speothos venaticus)
- 훔볼트펭귄(학명: Spheniscus humboldti)
- 투아타라 전체(학명: Sphenodon spp.)
- 스탄게리아 에리오푸스(학명: Stangeria eriopus)
- 카카포(학명: Strigops habroptilus)
- 스트롬보카크투스속 전체(학명: Strombocactus spp.)
- 타조(학명: Struthio camelus) (알제리, 부르키나파소, 카메룬, 중앙아프리카 공화국, 차드, 말리, 모리타니, 모로코, 니제르, 나이지리아, 세네갈 및 수단 개체군만 해당. 이들은 대략 북아프리카 타조의 분포 범위에 해당한다. 다른 모든 개체군은 부속서에 포함되지 않는다.)
- 아기멧돼지(학명: Sus salvanius)
- 엘리엇꿩(학명: Syrmaticus ellioti)
- 후메꿩(학명: Syrmaticus humiae)
- 미카도꿩(학명: Syrmaticus mikado)
- 테마티아속 전체(학명: Tapiridae spp.) (부속서 II에 포함된 종은 제외된다.)
- 티티카카 개구리(학명: Telmatobius culeus)
- 코아우일라상자거북(학명: Terrapene coahuila)
- 이집트거북(학명: Testudo kleinmanni)
- 카스피눈닭(학명: Tetraogallus caspius)
- 티베트눈닭(학명: Tetraogallus tibetanus)
- 갈색솔리타리우스(학명: Tinamus solitarius)
- 말레이가비알(학명: Tomistoma schlegelii)
- 토토아바(학명: Totoaba macdonaldi)
- 톡솔라스마 실린드렐라(학명: Toxolasma cylindrella)
- 황금랑구르(학명: Trachypithecus geei)
- 모자랑구르(학명: Trachypithecus pileatus)
- 단미랑구르(학명: Trachypithecus shortridgei)
- 블리트큰꿩(학명: Tragopan blythii)
- 카봇트큰꿩(학명: Tragopan caboti)
- 검은머리트라가판(학명: Tragopan melanocephalus)
- 안경곰(학명: Tremarctos ornatus)
- 아마존매너티(학명: Trichechus inunguis)
- 서인도제도매너티(학명: Trichechus manatus)
- 아프리카매너티(학명: Trichechus senegalensis)
- 점박이도요(학명: Tringa guttifer)
- 투르비니카르푸스속 전체(학명: Turbinicarpus spp.)
- 마다가스카르올빼미(학명: Tyto soumagnei)
- 우벨마니아속 전체(학명: Uebelmannia spp.)
- 눈표범(학명: Uncia uncia) – 이 이름으로 부속서 I에 남아 있지만, 현재는 Panthera uncia로 분류된다.
- 유니오 닉리니아나(학명: Unio nickliniana)
- 유니오 탐피코엔시스 테코마텐시스(학명: Unio tampicoensis tecomatensis)
- 불곰(학명: Ursus arctos) (부탄, 중화인민공화국, 멕시코, 몽골 개체군만 해당. 다른 모든 개체군은 부속서 II에 포함된다.)
- 히말라야불곰(학명: Ursus arctos isabellinus)
- 아시아흑곰(학명: Ursus thibetanus)
- 벵골왕도마뱀(학명: Varanus bengalensis)
- 노란왕도마뱀(학명: Varanus flavescens)
- 사막왕도마뱀(학명: Varanus griseus)
- 코모도왕도마뱀(학명: Varanus komodoensis)
- 구름왕도마뱀(학명: Varanus nebulosus)
- 비쿠냐(학명: Vicugna vicugna) (아르헨티나 (후후이주 및 카타마르카주 개체군과 후후이주, 살타주, 카타마르카주, 라리오하주 (아르헨티나), 산후안주 (아르헨티나)의 반사육 개체군), 칠레 (타라파카주 개체군), 에콰도르 (전체 개체군), 페루 (전체 개체군), 볼리비아 (전체 개체군)를 제외하며, 해당 개체군은 부속서 II에 포함된다.) – 현재 Lama vicugna로 분류되지만, 여기 표시된 바와 같이 보호된다.
- 빌로사 트라발리스(학명: Villosa trabalis)
- 울트라마린 앵무(학명: Vini ultramarina)
- 비페라 우르시니이(학명: Vipera ursinii) (구소련 국가를 제외한 유럽 개체군만 해당. 이들 후자의 개체군은 부속서에 포함되지 않는다.)
- 안데스콘도르(학명: Vultur gryphus)
- 황금딱새(학명: Xanthopsar flavus)
- 가짜물쥐(학명: Xeromys myoides)
- 자주빛코팅가(학명: Xipholena atropurpurea)
- 자미아 레스트레포이(학명: Zamia restrepoi)
- 노란목흰눈새(학명: Zosterops albogularis)
- 센트럴락쥐(학명: Zyzomys pedunculatus)